# Cayo Saguro Prisco
Cayo Saguro Prisco (en latín, Gaius Sagurus Priscus), fue un caballero y senador romano del siglo II, que desarrolló su carrera política ecuestre y senatorial bajo la dinastía Antonina.

## Origen y carrera
Natural del municipium Pitinum Mergens, en la Regio VI Umbria de Italia, adscrito a la tribu Clustumina, conocemos su carrera a través de un pedestal honorario a él dedicado por sus conciudadanos y por el ordo decurional de su municipio, del que era patrono, y cuyo texto se desarrolla de la siguiente forma:

C(aio) Saguro

C(ai) f(ilio) Clu(stumina) Prisco

pr(aetori) design(ato) trib(uno) pl(e)b(is)

quaestori urban(o) 4

praef(ecto) equit(um) alae

prim(ae) Flaviae ci

vium R(omanorum) trib(uno) legio/nis XXX Ulpiae Vic

tricis praef(ecto) coh(ortis) 8

III Lingon(um) equita

tae praef(ecto) fabr(um)

IIIIvir(o) quinq(uennali) 

pontific(i) patron(o) 12

municipi(i)

decuriones et

plebs urbana

Su carrera empezó dentro de su municipio como pontífice, sacerdocio dedicado específicamente a los cultos romanos dentro de su municipio, para ser después cuatorviro quinquenal, en sustitución de algún emperador y, por último, ya con rango ecuestre, prefecto de los obreros. 
Su carrera continuó desempeñando las tres milicias normales para un caballero romano, primero como praefectus cohortis de la Cohors III Lingonum equitata, en la provincia de Britania, después como tribunus militum en la Legio XXX Ulpia Victrix, en su base de Vetera en la provincia de Germania Inferior y, por último, como Praefectus alae del Ala I Flavia civium Romanorum, unidad desconocida.
Finalizada esta carrera militar, fue admitido en el Senado y comenzó una carrera senatorial como cuestor urbano, asignado directamente a la ciudad de Roma, y después fue tribuno de la plebe. En la inscripción aparece como pretor designado, pero no consta que llegase a desempeñar el cargo y tampoco hay constancia de una carrera posterior, por lo que debió fallecer muy poco tiempo después de recibir la mencionada estatua de su municipio.